# Grzegorz Uth
Grzegorz Uth (ur. 21 grudnia 1872 w Gotthards koło Fuldy, zm. 9 września 1941 w Woli Justowskiej) – polski duchowny katolicki, augustianin, historyk zakonu.

## Życiorys
Wstąpił do zakonu augustiańskiego 28 sierpnia 1892, a następnie, po odbyciu studiów w zakresie filozofii i teologii, przyjął święcenia kapłańskie 1 sierpnia 1897. W sierpniu 1908 kapituła prowincji w Bawarii powierzyła mu obowiązki przeora klasztoru w Krakowie; na tym stanowisku przeprowadził restaurację kościoła św. Katarzyny, prowadzonego przez zakon. Dokonał też zakupu majątku w Prokocimiu, gdzie w 1910 otwarty został dom zakonny. Grzegorz Uth rezydował przez kolejne lata właśnie w Prokocimiu, wykonując obowiązki superiora i administratora domu augustiańskiego.
Dwukrotnie – w 1925 i 1931 – wybierany był na trzyletnie kadencje komisarza prowincji (prowincjała). Od 1937 sprawował opiekę duszpasterską nad klasztorem Sióstr Bożej Miłości na Woli Justowskiej, tam też zmarł 9 września 1941.
Był autorem fundamentalnego dzieła z historii augustianów w Polsce – Szkicu historyczno-biograficznego zakonu augustiańskiego w Polsce (Kraków 1930). W odpowiedzi na recenzje prasowe tego opracowania ogłosił też broszurę Mój szkic historyczno-biograficzny zakonu augustiańskiego w Polsce, w oświetleniu krytyki (Kraków 1932).